# Las Minas (Veracruz)
Las Minas es una localidad del estado mexicano de Veracruz. Es cabecera del municipio de Las Minas.

## Demografía
| Censo | Población |
| ----- | --------- |
| 1900  | 364       |
| 1910  | 343       |
| 1921  | 233       |
| 1930  | 201       |
| 1940  | 195       |
| 1950  | 321       |
| 1960  | 318       |
| 1970  | 315       |
| 1980  | 425       |
| 1990  | 305       |
| 1995  | 215       |
| 2000  | 210       |
| 2005  | 195       |
| 2010  | 235       |
| 2020  | 219       |